# Baarnse MHV
Baarnse MHV is een Nederlandse hockeyclub uit Baarn. De club is in 1965 opgericht.
Heren 1 komt in het seizoen 2023/2024 uit in de tweede klasse, dames 1 in de vierde klasse. De club beschikt sinds 2018 over een kunstgrasveld, een semi-waterveld en een waterveld. 

De geschiedenis van hockeyend Baarn dateert terug tot 1931.
Sinds 1931 was Baarn rijk van de Baarnsche Hockey Vereniging (BHV) en sinds 1936 kwam hierbij de Baarnsch Lyceum Hockey Vereniging (BLHV). In 1942 zijn beide verenigingen opgeheven ivm de Tweede Wereld Oorlog.
In 1948 is de BLHV voor gezet en in 1965 werd de Baarnse Mixed Hockey Vereniging (BMHV) opgericht. De BMHV bestond toen uit de leden van de BLHV (Voornamelijk mannelijke spelers) en de oud leden van de BHV (voornamelijk vrouwelijke spelers). Dit resulteerde in de M in de naam Mixed. Mixed staat voor de mengeling van mannelijke en vrouwelijke spelers en de mix van BHV en BLHV samen.

De Baarnse Mixed Hockey Vereniging (BMHV) telt momenteel meer dan 1000 actieve leden, meer dan 50 teams, meer dan 100 vrijwilligers die zich dag in dag uit inzetten voor deze prachtige club!